# Christopher Eubanks
Christopher Eubanks, né le 5 mai 1996 à Atlanta, est un joueur de tennis américain, professionnel depuis 2017.

## Carrière
Christopher Eubanks dispute son premier tournoi ATP sur invitation dans sa ville natale d'Atlanta en 2015. Battu par Radek Štěpánek en simple, il est demi-finaliste en double avec Donald Young. En 2016, il participe de nouveau au tournoi, cette fois-ci en sortant des qualifications. Il est demi-finaliste du tournoi Challenger de Champaign. Diplômé en administration des affaires à Georgia Tech, il passe professionnel en 2017 après trois ans d'étude. Toujours à Atlanta, il se distingue en atteignant les quarts de finale après une victoire sur Jared Donaldson en étant classé 461e mondial, puis se qualifie pour le Masters de Cincinnati. Invité à l'US Open, il s'incline contre Dudi Sela au premier tour.
Il rencontre le succès au niveau Challenger au cours de la saison 2018, atteignant une finale à Guadalajara, suivie d'un titre à León, seulement cinq mois après ses débuts comme professionnel. Plus discret pendant deux ans, il rebondit en 2021 avec deux succès sur le circuit secondaire obtenus à Orlando et Knoxville. En 2022, il parvient au second tour du Masters d'Indian Wells et de l'US Open en battant Pedro Martínez. En fin de saison, il est finaliste des tournois de Charlottesville et Knoxville. Ces résultats lui permettent d'obtenir une invitation pour l'Open d'Australie 2023 où il écarte Kwon Soon-woo en cinq manches. Issu des qualifications, il atteint fin mars les quarts de finale du Masters de Miami en éliminant notamment le 20e mondial Borna Ćorić. Ce résultat lui permet de faire pour la première fois son entrée dans le top 100 du classement ATP en simple à l'issue du tournoi.
Il confirme sa progression en accédant à sa première finale sur le circuit ATP à Majorque début juillet. Il bat lors de ce tournoi ses compatriotes Alex Michelsen (6-3, 6-7, 7-5) et Ben Shelton (6-7, 6-4, 7-6), tête de série numéro trois puis s'impose toujours difficilement contre le Français Arthur Rinderknech en deux tie-breaks et contre le qualifié sud-africain Lloyd Harris (4-6, 6-3, 7-6). Confronté à un spécialiste de la surface en finale, le Français Adrian Mannarino, il s'impose malgré son manque d'expérience sans difficulté en un peu plus d'une heure (6-1, 6-4). Il s'agit de son premier titre sur le circuit.
Disputant Wimbledon pour la première fois de sa carrière la semaine suivante, il y gagne un premier match contre le Brésilien Thiago Monteiro (4-6, 7-5, 7-5, 6-3) puis un deuxième également en quatre sets contre le local Cameron Norrie, demi-finaliste l'année passée (6-3, 3-6, 6-2, 7-6). Il dispute alors le troisième tour, sa meilleure performance en Grand Chelem jusque là. Il se débarrasse en trois sets et autant de tie-breaks de l'Australien Christopher O'Connell pour se donner le droit d'affronter le numéro cinq mondial Stéfanos Tsitsipás. Au terme d'une grosse bataille en cinq sets, il s'impose (3-6, 7-6, 3-6, 6-4, 6-4) et accède aux quarts de finale à la surprise des observateurs. Confronté au numéro trois mondial Daniil Medvedev, il mène deux sets à un mais se fait rejoindre (4-6, 6-1, 6-4, 6-7, 1-6) et s'incline logiquement. 

## Palmarès

### Titre en simple
| No | Date       | Nom et lieu du tournoi         | Catégorie | Dotation  | Surface      | Finaliste        | Score    |          |
| -- | ---------- | ------------------------------ | --------- | --------- | ------------ | ---------------- | -------- | -------- |
| 1  | 24-06-2023 | Mallorca Championships, Calvià | ATP 250   | 915 630 € | Gazon (ext.) | Adrian Mannarino | 6-1, 6-4 | Parcours |

## Parcours dans les tournois duGrand Chelem

### En simple
| Année | Open d'Australie | Open d'Australie | Internationaux de France | Internationaux de France | Wimbledon       | Wimbledon       | US Open         | US Open        |
| ----- | ---------------- | ---------------- | ------------------------ | ------------------------ | --------------- | --------------- | --------------- | -------------- |
| 2017  | —                | —                | —                        | —                        | —               | —               | 1er tour (1/64) | Dudi Sela      |
|       |                  |                  |                          |                          |                 |                 |                 |                |
| 2019  | 1er tour (1/64)  | N. Basilashvili  | —                        | —                        | —               | —               | 1er tour (1/64) | Cristian Garín |
| 2020  | 1er tour (1/64)  | P. Gojowczyk     | —                        | —                        | Annulé          | Annulé          | —               | —              |
| 2021  | —                | —                | —                        | —                        | —               | —               | 1er tour (1/64) | Frances Tiafoe |
| 2022  | —                | —                | —                        | —                        | —               | —               | 2e tour (1/32)  | Jannik Sinner  |
| 2023  | 2e tour (1/32)   | Jiří Lehečka     | 1er tour (1/64)          | Holger Rune              | 1/4 de finale   | Daniil Medvedev | 2e tour (1/32)  | Benjamin Bonzi |
| 2024  | 2e tour (1/32)   | Andrey Rublev    | 1er tour (1/64)          | Jannik Sinner            | 1er tour (1/64) | Quentin Halys   | 1er tour (1/64) | A. Rinderknech |
| 2025  | Q3               | Tristan Boyer    | Q1                       | Jurij Rodionov           | 1er tour (1/64) | Jesper de Jong  |                 |                |

N.B. : à droite du résultat se trouve le nom de l'ultime adversaire.

### En double messieurs
| Année | Open d'Australie                                                                  | Open d'Australie                                                                | Internationaux de France                                                          | Internationaux de France                                                        | Wimbledon                                                                         | Wimbledon | US Open                                                                                 | US Open |
| ----- | --------------------------------------------------------------------------------- | ------------------------------------------------------------------------------- | --------------------------------------------------------------------------------- | ------------------------------------------------------------------------------- | --------------------------------------------------------------------------------- | --------- | --------------------------------------------------------------------------------------- | ------- |
| 2017  | —                                                                                 | —                                                                               | —                                                                                 | —                                                                               | —                                                                                 | —         | 2e tour (1/16) C. Harrison \|\| style="text-align:left;" \| Robin Haase M. Middelkoop   |         |
| 2018  | —                                                                                 | —                                                                               | —                                                                                 | —                                                                               | —                                                                                 | —         | 1er tour (1/32) D. Young \|\| style="text-align:left;" \| Robin Haase M. Middelkoop     |         |
|       |                                                                                   |                                                                                 |                                                                                   |                                                                                 |                                                                                   |           |                                                                                         |         |
| 2020  | —                                                                                 | —                                                                               | —                                                                                 | —                                                                               | —                                                                                 | —         | 1/4 de finale M. McDonald \|\| style="text-align:left;" \| Rajeev Ram Joe Salisbury     |         |
| 2021  | —                                                                                 | —                                                                               | —                                                                                 | —                                                                               | —                                                                                 | —         | 2e tour (1/16) B. Fratangelo \|\| style="text-align:left;" \| Jamie Murray Bruno Soares |         |
| 2022  | —                                                                                 | —                                                                               | —                                                                                 | —                                                                               | —                                                                                 | —         | 2e tour (1/16) B. Shelton \|\| style="text-align:left;" \| L. Sonego A. Vavassori       |         |
| 2023  | —                                                                                 | —                                                                               | 1er tour (1/32) J.-P. Smith \|\| style="text-align:left;" \| J. Eysseric H. Mayot | 1er tour (1/32) J.J. Wolf \|\| style="text-align:left;" \| S. Doumbia F. Reboul | 1er tour (1/32) B. Shelton \|\| style="text-align:left;" \| W. Koolhof N. Skupski |           |                                                                                         |         |
| 2024  | 1er tour (1/32) B. Shelton \|\| style="text-align:left;" \| Y. Hanfmann D. Köpfer | 2e tour (1/16) Evan King \|\| style="text-align:left;" \| Hugo Nys J. Zieliński | 1/8 de finale Evan King \|\| style="text-align:left;" \| N. Skupski M. Venus      | —                                                                               | —                                                                                 |           |                                                                                         |         |

N.B. : le nom du partenaire se trouve sous le résultat ; les noms des ultimes adversaires se trouvent à droite.

### En double mixte
| Année | Open d'Australie | Open d'Australie | Internationaux de France | Internationaux de France | Wimbledon | Wimbledon | US Open                                                                          | US Open |
| ----- | ---------------- | ---------------- | ------------------------ | ------------------------ | --------- | --------- | -------------------------------------------------------------------------------- | ------- |
| 2018  | —                | —                | —                        | —                        | —         | —         | 2e tour (1/8) Coco Gauff \|\| style="text-align:left;" \| A. Rosolska N. Mektić  |         |
|       |                  |                  |                          |                          |           |           |                                                                                  |         |
| 2022  | —                | —                | —                        | —                        | —         | —         | 1er tour (1/16) A. Parks \|\| style="text-align:left;" \| D. Krawczyk N. Skupski |         |

N.B. : le nom de la partenaire se trouve sous le résultat ; les noms des ultimes adversaires se trouvent à droite.

## Parcours dans lesMasters 1000
| Année | Indian Wells            | Miami                     | Monte-Carlo | Madrid                    | Rome               | Canada              | Cincinnati             | Shanghai        | Paris                  |
| ----- | ----------------------- | ------------------------- | ----------- | ------------------------- | ------------------ | ------------------- | ---------------------- | --------------- | ---------------------- |
| 2017  | —                       | —                         | —           | —                         | —                  | —                   | 1er tour R. Ramanathan | —               | —                      |
| 2018  | —                       | 1er tour M. Mmoh          | —           | —                         | —                  | —                   | —                      | —               | —                      |
| 2019  | —                       | 1er tour D. Džumhur       | —           | —                         | —                  | —                   | —                      | —               | —                      |
|       |                         |                           |             |                           |                    |                     |                        |                 |                        |
| 2021  | 2e tour N. Basilashvili | —                         | —           | —                         | —                  | —                   | —                      | n.o.            | —                      |
| 2022  | 2e tour C. Ruud         | —                         | —           | —                         | —                  | —                   | —                      | n.o.            | —                      |
| 2023  | —                       | 1/4 de finale D. Medvedev | —           | —                         | —                  | 1er tour G. Monfils | 1er tour B. Shelton    | 3e tour C. Ruud | 1er tour T. Griekspoor |
| 2024  | 1er tour B. Nakashima   | 3e tour A. Zverev         | —           | 1er tour v. d. Zandschulp | 1er tour T. Atmane | —                   | —                      | —               | —                      |
| 2025  | —                       | 1er tour R. Opelka        | —           | —                         | —                  | —                   | —                      |                 |                        |

N.B. : sous le résultat se trouve le nom de l’ultime adversaire.

## Victoires sur le top 10
Toutes ses victoires sur des joueurs classés dans le top 10 de l'ATP lors de la rencontre.
| Légende      |
| ------------ |
| Grand Chelem |
| Masters      |
| Masters 1000 |
| ATP 500      |
| ATP 250      |
| Coupe Davis  |

| # | C.E.  | Tournoi   | Année | Surface | Adversaire         | Rang | Tour | Score                    |
| - | ----- | --------- | ----- | ------- | ------------------ | ---- | ---- | ------------------------ |
| 1 | no 43 | Wimbledon | 2023  | Gazon   | Stéfanos Tsitsipás | no 5 | 1/8  | 3-6, 7-64, 3-6, 6-4, 6-4 |

## Classements ATP en fin de saison
| Année          | 2015 | 2016 | 2017 | 2018 | 2019 | 2020 | 2021 | 2022 | 2023 | 2024 |
| Rang en simple | –    | 651  | 341  | 168  | 230  | 235  | 161  | 124  | 34   | 107  |
| Rang en double | 597  | 842  | 239  | 529  | 286  | 201  | 257  | 300  | 341  | 204  |

Source : (en) Classements de Christopher Eubanks sur le site officiel de la Fédération internationale de tennis